# Paradise Sorouri
Paradise Sorouri é uma rapper afegã, nascida no Irã.
Nasceu em Ispahan, para onde seus pais haviam migrado na década de 1980, fugindo do conflito no Afeganistão. Aos 18 anos, mudou-se para Cabul, onde trabalhou numa universidade. Conheceu ali o noivo Ahmad, com quem montou o grupo 143 Band. Logo após publicar no Youtube o seu primeiro vídeo de rap, com críticas à sociedade afegã, começou a receber ameaças. Um dia, foi espancada na rua por cinco homens. O casal se mudou então para o Tajiquistão, onde continuou a compor e gravar.